# كأس ديفيز 1965
كأس ديفيز 1965 هو الموسم 54 من  كأس ديفيز. فاز فيه منتخب أستراليا لكأس ديفيز.